# Steigra
Steigra is een gemeente in de Duitse deelstaat Saksen-Anhalt, en maakt deel uit van de Landkreis Saalekreis.
Steigra telt 1.108 inwoners.
In Steigra is een Trojaburg van een zeldzame vorm, namelijk een graslabyrint. In de buurt van de Trojaburg is de Scha(r)flinde, onder deze linde werd in de Middeleeuwen recht gesproken. De naam verwijst hier naar.

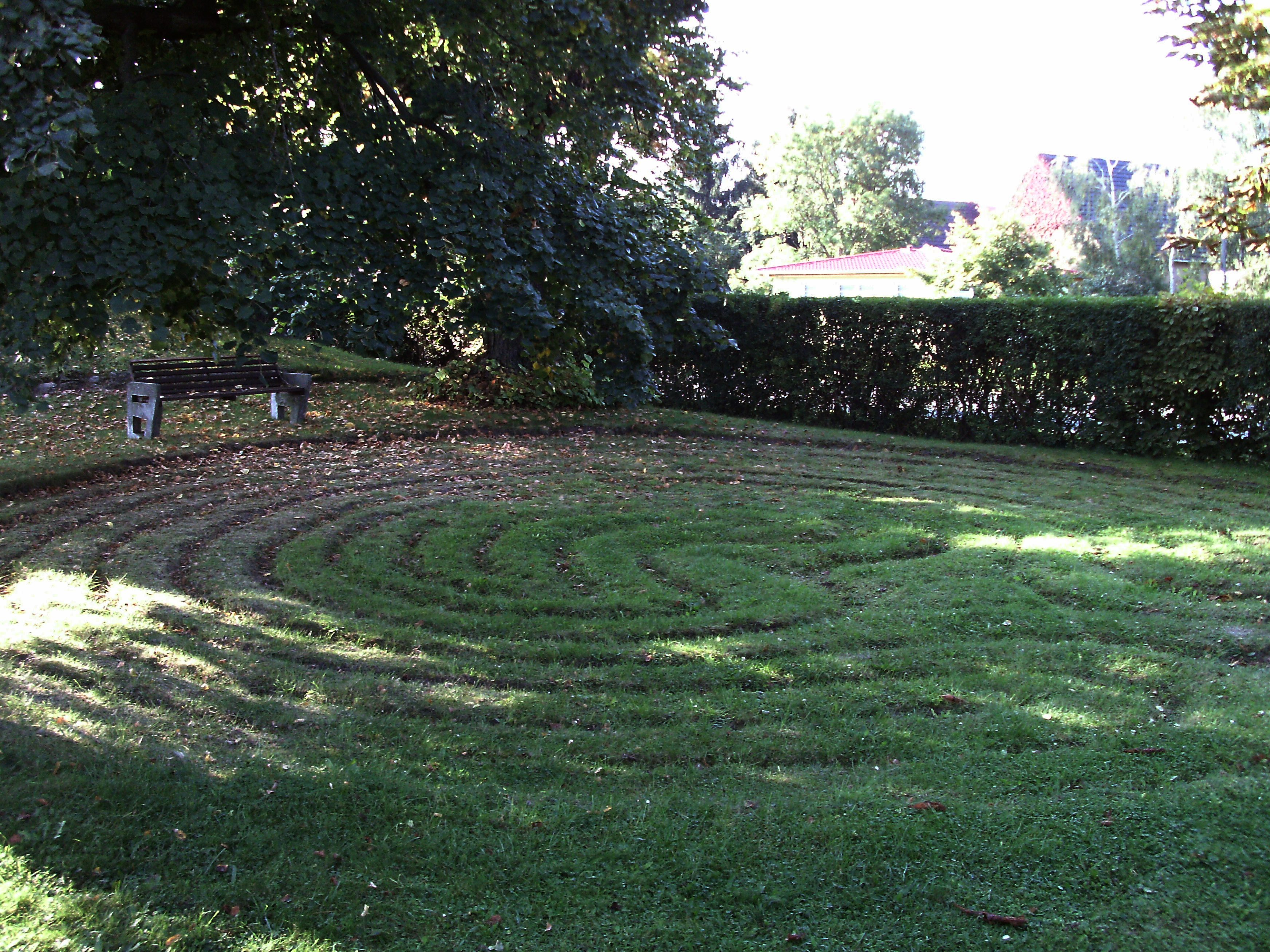
Trojaburg van Steigra

## Indeling gemeente
De volgende Ortsteile maken deel uit van de gemeente:
- Albersroda
- Jüdendorf
- Kalzendorf
- Schnellroda

Bad Dürrenberg ·
Bad Lauchstädt ·
Barnstädt ·
Braunsbedra ·
Farnstädt ·
Kabelsketal ·
Landsberg ·
Leuna ·
Merseburg ·
Mücheln (Geiseltal) ·
Nemsdorf-Göhrendorf ·
Obhausen ·
Petersberg ·
Querfurt ·
Salzatal ·
Schkopau ·
Schraplau ·
Steigra ·
Teutschenthal · 
Wettin-Löbejün